# Alexander Keyserling
Alexander Friedrich Michael Lebrecht Nikolaus Arthur, Graf von Keyserling (Kabillen, 15 agosto 1815 – Raikküla, 8 maggio 1891), è stato un geologo, paleontologo e botanico tedesco.
Membro del clan dei Keyserling, un'importante famiglia aristocratica di Tedeschi del Baltico, padre di Hermann Keyserling e amico di Otto von Bismarck, è considerato uno dei fondatori della geologia russa, avendo compiuto molte spedizioni per conto dello Zar Nicola I, suo stretto amico personale di famiglia.